# جانل بورس
جانل بورس (انگلیسی: Janell Burse؛ زادهٔ ۱۹ مهٔ ۱۹۷۹) بازیکن بسکتبال اهل ایالات متحده آمریکا است.